# Rishod Sobirov
Rishod Sobirov (en uzbek: Ришод Собиров) (Unió Soviètica, 11 de setembre de 1986) és un judoka uzbek, guanyador de dues medalles olímpiques.

## Biografia
Va néixer l'11 de setembre de 1986 en una població desconeguda de la República Socialista Soviètica de l'Uzbekistan, que en aquells moments formava part de la Unió Soviètica i que avui en dia forma part de l'Uzbekistan.

## Carrera esportiva
Va participar, als 21 anys, en els Jocs Olímpics d'Estiu de 2008 realitzats a Pequín (República Popular de la Xina), on va aconseguir guanyar la medalla de bronze en la prova masculina de pes extra lleuger (-60 kg.).
Al llarg de la seva carrera ha guanyat una medalla al Campionat del Món de judo i una altra medalla al Campionat d'Àsia.